# Vilsheim
Vilsheim er en kommune i Landkreis Landshut, i regierungsbezirk Niederbayern i den tyske delstat Bayern.

## Geografi
Vilsheim ligger i Region Landshut.
I kommunen er der ud over Vilsheim, landsbyerne Gundihausen og Münchsdorf, der indtil 1978 var selvstændige kommuner.